# Кыналыада
Кыналыада (тур. Kınalıada) или Проти (греч. Πρώτη) — остров, четвёртый по величине среди Принцевых островов в Мраморном море около Стамбула. Население 3318 человек (2000).

## География
Официально относится к Стамбульскому району Адалар.
Кыналыада (греч. Πρώτη и Ακονίτις ή Ακόναι) — ближайший к Стамбулу остров из архипелага Принцевых островов. Расстояние до порта[какого?] — 6,5 км. Расстояние до анатолийской части Стамбула — 3,5 км. Почва имеет красноватый цвет от железа и меди, которые добывали здесь, из-за чего остров получил своё нынешнее турецкое название «Кыналыада», что означает «Остров-хна». Это один из наименее лесистых Принцевых островов.
Кыналыада остров имеет почти 1,5 км в длину и 1,1 км в ширину. Это четвёртый по величине из Принцевых островов в Мраморном море. Есть три больших холма на острове. Чинар, расположенный на западной части острова, Тешвыкые (115 метров), расположенный рядом с Чинар, и Христо-Пик (93 м), на вершине которой находится Христо монастырь.

## История
В византийский период остров чаще прочих Принцевых островов использовался в качестве места ссылки важных лиц.
Самые известные изгнанники:
- Ирина (ок. 752 — 803) — византийская императрица;
- Михаил I Рангаве (ок. 770 — 844) — византийский император;
- Роман I Лакапин (870—948) — византийский император;
  - его сыновья Стефан и Константин;
- Феофано (X век) — византийская императрица;
- Роман IV Диоген — бывший император в 1071 году.

## Транспорт
До острова можно добраться на пароме, которые отходят от пристани Кабаташ на европейской стороне города. Путь занимает около 25 минут на катере и 40 минут на регулярном пароме.